# Mutkowo
Mutkowo (dodatkowa nazwa w j. kaszub. Mùtkòwò) – osada  w Polsce położona w województwie pomorskim, w powiecie kościerskim, w gminie Dziemiany. 
Osada kaszubska położona w kompleksie leśnym Borów Tucholskich, nad jeziorem Somińskim, wchodzi w skład sołectwa Trzebuń.
W latach 1975–1998 miejscowość położona była w województwie gdańskim.